# Gene Barry

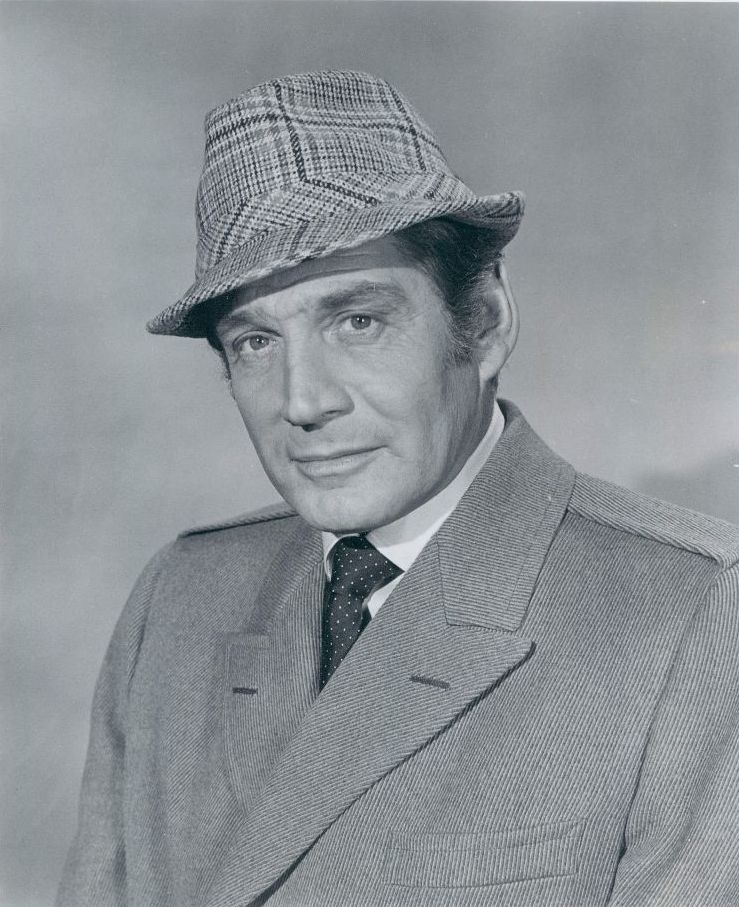
Barry en Istanbul Express

Gene Barry (14 de junio de 1919-11 de diciembre de 2009) fue un actor estadounidense.
Nacido como Eugene Klass en una familia judía en Nueva York, destacó desde muy joven gracias a su habilidad para cantar y tocar el violín. Adoptó su apodo en honor a John Barrymore. 
Apareció en Teatro de Broadway en Catherine was Great en 1944, y, muchos años después, protagonizó el musical La jaula de las locas (basado en la película francesa del mismo nombre sobre una pareja homosexual y su estricto hijo), con George Hearn haciendo de su pareja. Por su contribución al teatro, Gene Barry obtuvo una estrella en el Paseo de la Fama de Hollywood en el 6555 de Hollywood Boulevard.
Uno de sus primeros papeles fue en 1953, en la producción de La guerra de los mundos y en 1955 compartió reparto con Clark Gable en Soldier of Fortune. Hizo un cameo en la versión que Steven Spielberg dirigió en 2005, La guerra de los mundos, acompañado por su coprotagonista de 1953, Ann Robinson.
Conocido por sus suaves maneras, Barry protagonizó en televisión las series americanas Our Miss Brooks, Bat Masterson, Audacia es el juego y El detective millonario por la cual ganó un Globo de oro en 1965. Barry actuó en el famoso episodio de Audacia es el juego, una historia de ciencia ficción dirigida por Steven Spielberg y escrita por Philip Wylie llamado L.A. 2017. También protagonizó en 1973 la serie de televisión para la ITV El aventurero, con Barry Morse y Catherine Schell.
Barry apareció en numerosas películas, programas de televisión y shows. Su esposa, Betty Clair Kalb, murió a los sesenta años en 2003. Tuvo dos hijos, Michael y Frederick, y una hija, Elizabeth.